# Villa Wernerstraße 10/12 (Berlin-Grunewald)

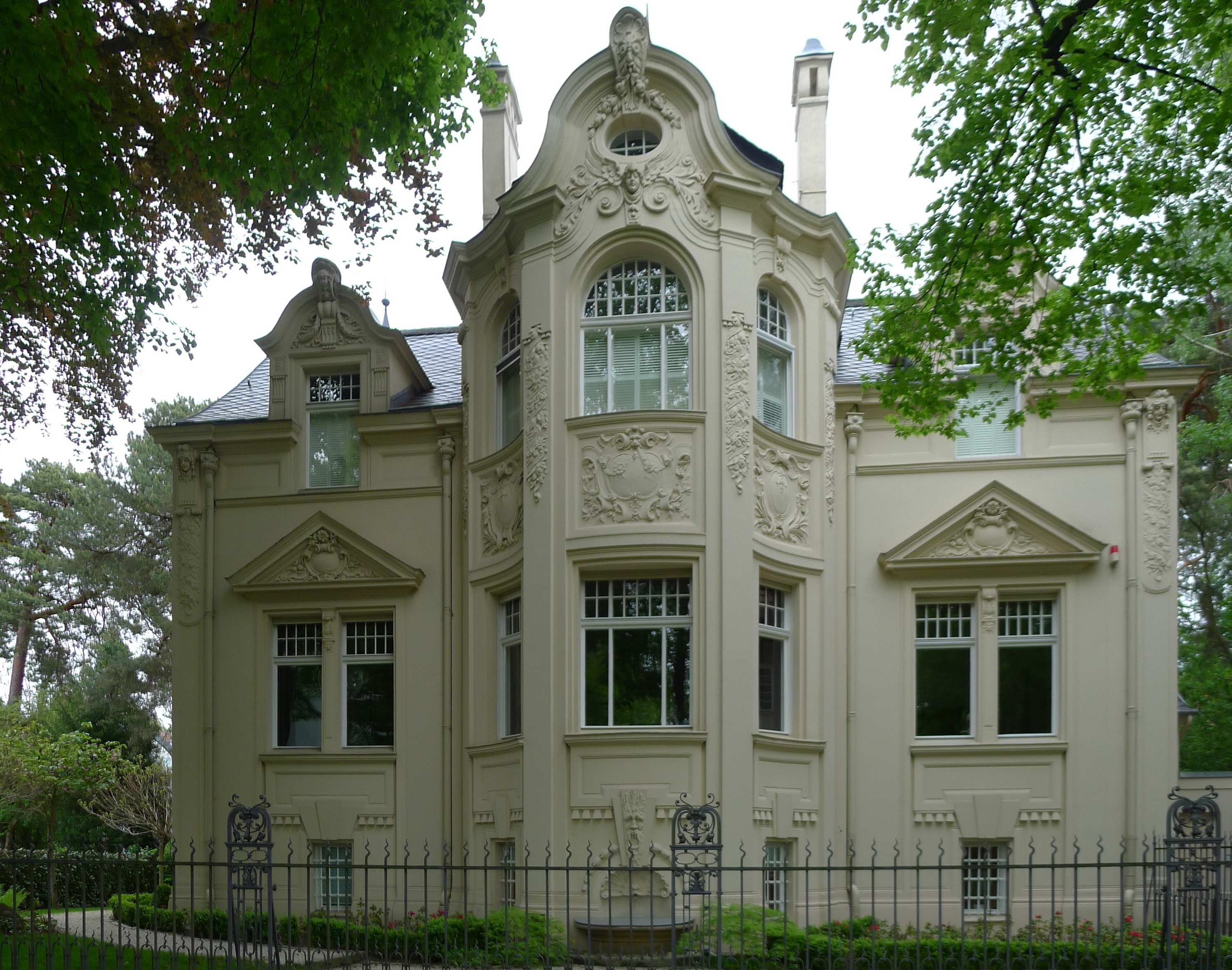
Wernerstraße 10/12, 2012

Die Villa Wernerstraße 10/12 (mitunter auch nach dem Erstbesitzer als Villa Kemmann gelistet) im Berliner Ortsteil Grunewald wurde 1896–1897 nach Plänen des Berliner Architekten Wilhelm Walther erbaut. Das Gebäude steht als Baudenkmal unter Denkmalschutz.

## Besitzer
Erbaut wurde das Haus für den Berliner Verkehrswissenschaftler Gustav Kemmann (1858–1931). In der Nähe wohnten Walther Rathenau und Maximilian Harden, die hier öfter zu Besuch waren.

## Architektur

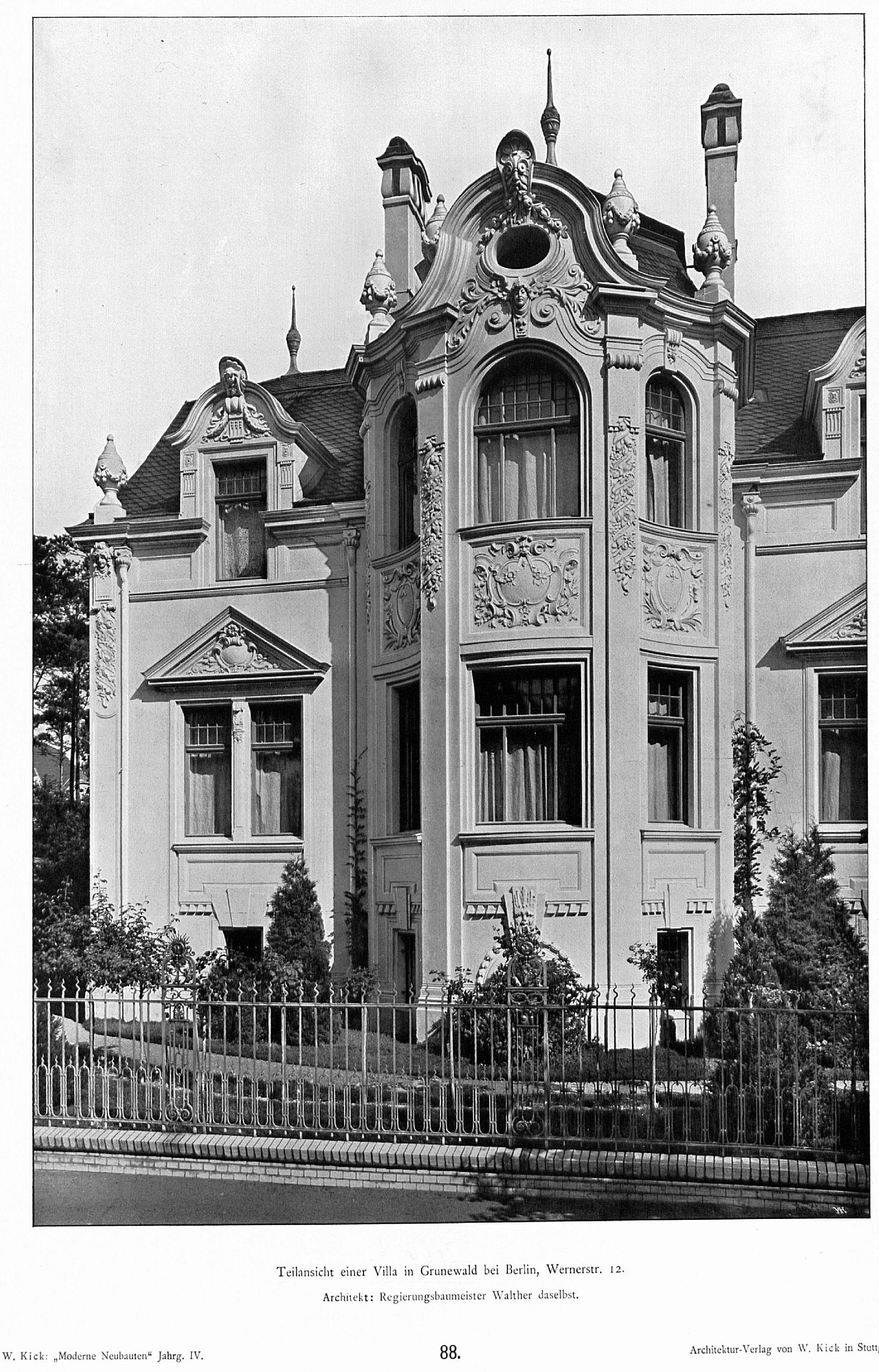
Villa Wernerstraße 10/12, 1902

Es handelt sich um einen zweigeschossigen Bau, der wiederum in drei Achsen untergliedert ist. Die Fenster im ersten Geschoss zeigen als oberen Abschluss eine Fensterverdachung in Form von dreieckigen Ziergiebeln, unterhalb der Fenster in den Brüstungsfeldern zeigen sich tropfenähnliche Guttae. Die mittlere Achse erfährt eine Betonung durch einen architektonisch aufwendig gestalteten Erker. Während in den Brüstungsfeldern der Erkerfenster des ersten Obergeschosses Guttae zu sehen sind, befinden sich in den Brüstungsfeldern der Rundbogenfenster im zweiten Obergeschoss mit Rollwerk geschmückte Kartuschen. Ein Schweifgiebel ruht auf den als Wandvorlage ausgeführten Pilastern.